# Le Teilleul
Le Teilleul és un municipi francès situat al departament de la Manche i a la regió de Normandia. L'any 2007 tenia 1.299 habitants.

## Demografia

### Població
El 2007 la població de fet de Le Teilleul era de 1.299 persones. Hi havia 604 famílies de les quals 224 eren unipersonals (84 homes vivint sols i 140 dones vivint soles), 220 parelles sense fills, 144 parelles amb fills i 16 famílies monoparentals amb fills.
La població ha evolucionat segons el següent gràfic:
Habitants censats

### Habitatges
El 2007 hi havia 718 habitatges, 606 eren l'habitatge principal de la família, 45 eren segones residències i 67 estaven desocupats. 631 eren cases i 83 eren apartaments. Dels 606 habitatges principals, 374 estaven ocupats pels seus propietaris, 210 estaven llogats i ocupats pels llogaters i 22 estaven cedits a títol gratuït; 7 tenien una cambra, 56 en tenien dues, 119 en tenien tres, 183 en tenien quatre i 241 en tenien cinc o més. 390 habitatges disposaven pel capbaix d'una plaça de pàrquing. A 345 habitatges hi havia un automòbil i a 162 n'hi havia dos o més.

### Piràmide de població
La piràmide de població per edats i sexe el 2009 era:
| Homes | Edats   | Dones |
| ----- | ------- | ----- |
| 0     | 95 o +  | 4     |
| 0     | 90 a 94 | 12    |
| 12    | 85 a 89 | 36    |
| 12    | 80 a 84 | 20    |
| 60    | 75 a 79 | 64    |
| 40    | 70 a 74 | 52    |
| 60    | 65 a 69 | 64    |
| 32    | 60 a 64 | 36    |
| 20    | 55 a 59 | 12    |
| 64    | 50 a 54 | 52    |
| 36    | 45 a 49 | 56    |
| 52    | 40 a 44 | 28    |
| 36    | 35 a 39 | 36    |
| 44    | 30 a 34 | 40    |
| 44    | 25 a 29 | 28    |
| 44    | 20 a 24 | 12    |
| 28    | 15 a 19 | 60    |
| 32    | 10 a 14 | 36    |
| 48    | 5 a 9   | 28    |
| 24    | 0 a 4   | 24    |

## Economia
El 2007 la població en edat de treballar era de 693 persones, 504 eren actives i 189 eren inactives. De les 504 persones actives 479 estaven ocupades (269 homes i 210 dones) i 25 estaven aturades (9 homes i 16 dones). De les 189 persones inactives 95 estaven jubilades, 46 estaven estudiant i 48 estaven classificades com a «altres inactius».

### Ingressos
El 2009 a Le Teilleul hi havia 590 unitats fiscals que integraven 1.248,5 persones, la mediana anual d'ingressos fiscals per persona era de 14.864 €.

### Activitats econòmiques
Dels 83 establiments que hi havia el 2007, 2 eren d'empreses extractives, 4 d'empreses alimentàries, 5 d'empreses de fabricació d'altres productes industrials, 12 d'empreses de construcció, 21 d'empreses de comerç i reparació d'automòbils, 4 d'empreses de transport, 10 d'empreses d'hostatgeria i restauració, 5 d'empreses financeres, 1 d'una empresa immobiliària, 9 d'empreses de serveis, 7 d'entitats de l'administració pública i 3 d'empreses classificades com a «altres activitats de serveis».
Dels 30 establiments de servei als particulars que hi havia el 2009, 1 era una gendarmeria, 1 oficina de correu, 3 oficines bancàries, 2 funeràries, 2 tallers de reparació d'automòbils i de material agrícola, 1 paleta, 2 guixaires pintors, 1 fusteria, 6 lampisteries, 1 electricista, 2 perruqueries, 3 veterinaris, 4 restaurants i 1 agència immobiliària.
Dels 12 establiments comercials que hi havia el 2009, 2 eren botiges de menys de 120 m², 2 fleques, 2 carnisseries, 1 una llibreria, 2 botigues d'electrodomèstics, 1 una botiga d'electrodomèstics, 1 una botiga de material de revestiment de parets i terra i 1 una joieria.
L'any 2000 a Le Teilleul hi havia 105 explotacions agrícoles que ocupaven un total de 2.850 hectàrees.

## Equipaments sanitaris i escolars
El 2009 hi havia 1 farmàcia i 1 ambulància.
El 2009 hi havia una escola elemental. Le Teilleul disposava d'un col·legi d'educació secundària amb 101 alumnes.

## Poblacions més properes
El següent diagrama mostra les poblacions més properes.